# LV2
LV2 (LADSPA версии 2) — это открытый стандарт для плагинов, применяемых в аудиософте (открытый аналог VST), отвечающих за генерацию и преобразование звука.
LV2 — простой, но расширяемый преемник LADSPA, созданный для преодоления ограничений в LADSPA, из-за которых возникали проблемы у разработчиков, желающих создать более продвинутые плагины.
Сейчас стандарт LV2 поддерживается в программах REAPER, Ardour, Qtractor, Traverso DAW и Linux-версиях Audacity.
LV2 также заменяет плагин DSSI.

## Документация
1. ↑  LV2 1.18.10
2. ↑  Руководство пользователя по Traverso, стр. 26. Дата обращения: 11 июля 2019. Архивировано из оригинала 23 апреля 2016 года.
3. ↑  Поддержка LV2 — Audacity Wiki Архивировано 29 сентября 2008 года.